# Metabus
Metabus là một chi nhện trong họ Tetragnathidae.